# 蒙莫里永—圣艾尼-勒布朗铁路
蒙莫里永－圣艾尼-勒布朗铁路（法語：Ligne de Montmorillon à Saint-Aigny - Le Blanc）是法国本土的一条铁路，起点为蒙莫里永站，终点为圣艾尼-勒布朗站，全长36公里。该铁路建于1888年，全线均为单线铁路，于1993年彻底废弃。该铁路在法国铁路系统中的编号为601000。

## 历史
蒙莫里永－圣艾尼-勒布朗铁路修建计划于1857年被提出，由巴黎-奥尔良铁路公司修建，并于1885年至1888年间分段建成通车。
1933年，该铁路停止客运服务，1993年彻底废弃。

## 路线
蒙莫里永－圣艾尼-勒布朗铁路由蒙莫里永站向东北引出，进入安德尔省境内，最终到达勒布朗附近。

## 车站列表
| 蒙莫里永－圣艾尼-勒布朗铁路车站列表                       |         | |                       |            |
| 车站                                                      | 公里数* | 交汇路线 | 本线停靠车种          | 可换乘交通 |
| Montmorillon 蒙莫里永站                                   | 0       | 604000 米尼亚卢-努阿耶－贝尔萨克铁路（普瓦捷方向）↑ 604000 米尼亚卢-努阿耶－贝尔萨克铁路（勒多拉/利摩日方向）↙ | TERNouvelle Aquitaine |            |
| Journet 茹尔内站                                          | 11.000  | |                       |            |
| La Trimouille 拉特里穆耶站                                | 17.300  | |                       |            |
| Liglet 利格莱站                                           | 22.500  | |                       |            |
| Saint-Hilaire (Indre) 圣萨万站                            | 28.400  | |                       |            |
| Saint-Aigny - Le Blanc 圣艾尼-勒布朗站                    | 35.600  | 601000 圣伯努瓦－勒布朗铁路（圣伯努瓦方向）↗ 601000 圣伯努瓦－勒布朗铁路（勒布朗方向）↓                        |                       |            |
| *注：划线车站为已关闭车站；灰色部分表示其所在线路已关闭； |         | |                       |            |